# Casa de la Arquitectura
La Casa de la Arquitectura, antes llamado Museo Nacional de Arquitectura y Urbanismo, es un museo nacional español dedicado a fomentar, mejorar el conocimiento, valorar y divulgar la arquitectura, con especial atención a la arquitectura española. El museo está adscrito al Ministerio de Vivienda y Agenda Urbana.

## Historia

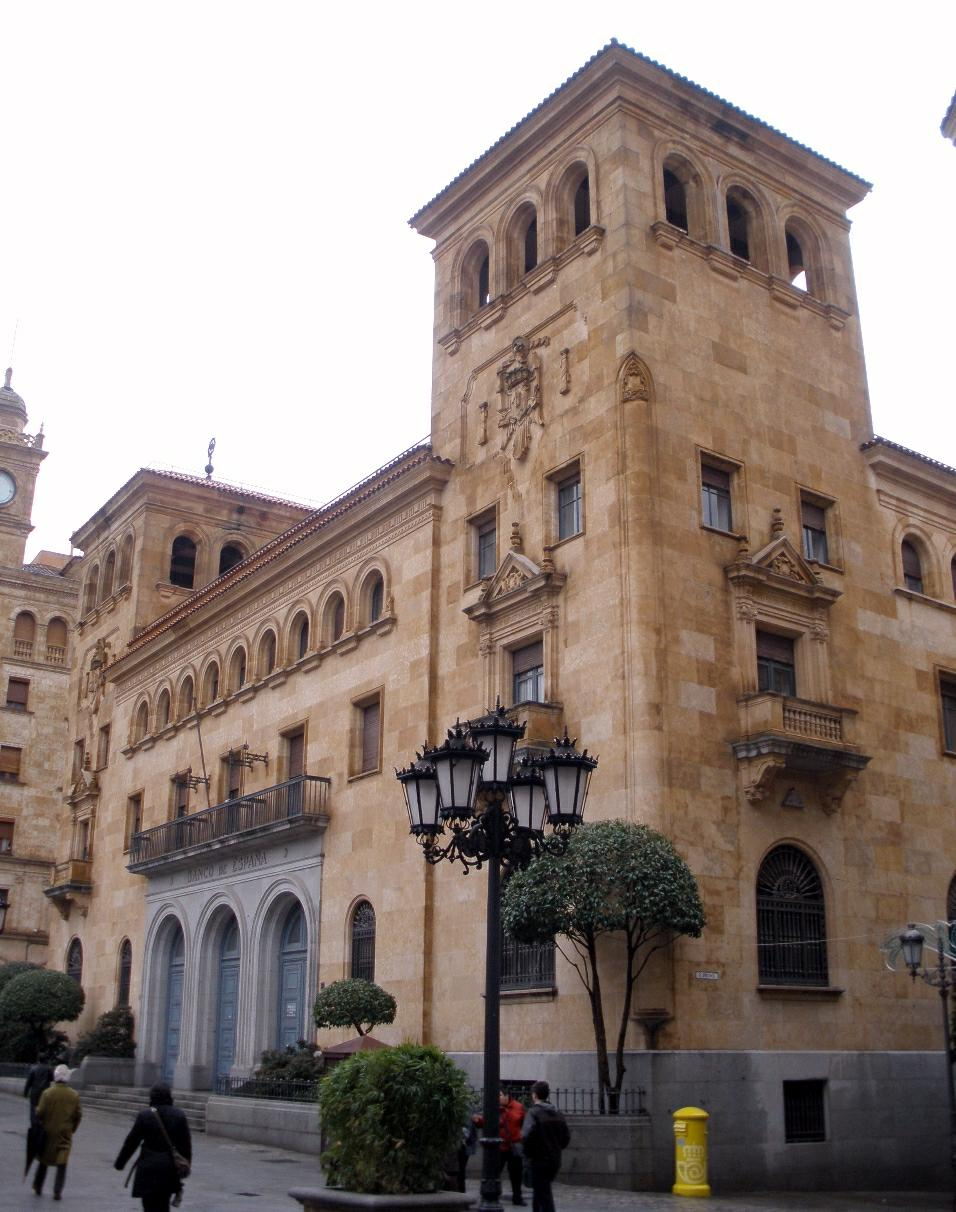
Antigua sede del Banco de España en Salamanca. El proyecto original estuvo pensado para tener una sede en este inmueble.

La creación del Museo Nacional de Arquitectura es un proyecto iniciado a mediados de lo años 2000, siendo aprobada su creación por Real Decreto 1636/2006, de 29 de diciembre. La idea original estaba pensada para tener dos sedes: una en Salamanca, en la antigua sede del Banco de España, dedicada a la arquitectura, y otra en Barcelona, dedicada al urbanismo; además, se planeó un Centro de Documentación. A pesar de existir esta norma, y crearse distintos patronatos, el proyecto estuvo previsto por última vez en los Presupuestos Generales del Estado para 2012 pero, desde entonces, este proyecto no tuvo avances.
A mediados del año 2022, tras casi una década sin iniciativas al respecto, las Cortes Generales aprobaron la Ley 9/2022, de 14 de junio, de Calidad de la Arquitectura, cuyo artículo séptimo recogía la constitución de la «Casa de la Arquitectura», una nueva denominación para el museo con el objetivo de relanzar este proyecto a partir de las bases establecidas en el mencionado Real Decreto del año 2006.
El 18 de diciembre de 2023, en un acto presidido por el entonces presidente del Gobierno, Pedro Sánchez, se inauguró el museo nacional, con sede central en el paseo de la Castellana n.º 67, Nuevos Ministerios, antigua sede del Ministerio de Vivienda. Al día siguiente, el Consejo de Ministros aprobó los estatutos del museo, confirmando la sede permanente en Madrid y con la posibilidad de sedes secundarias en otras ciudades españolas.

## Estructura y organización
La Casa de la Arquitectura es gobernada mediante dos órganos rectores: un Patronato, presidido por el director del museo y compuesto por representantes de los ministerios de Vivienda y de Cultura, así como representantes de los colegios oficiales de arquitectos.
A nivel administrativo, del subdirector del museo dependen cinco áreas: Programación, Colecciones, Investigación, Comunicación y Administración. Asimismo, el museo nacional es asesorado por dos comités, uno de Programación y otro de Adquisiciones.